# Isamu Takeshita

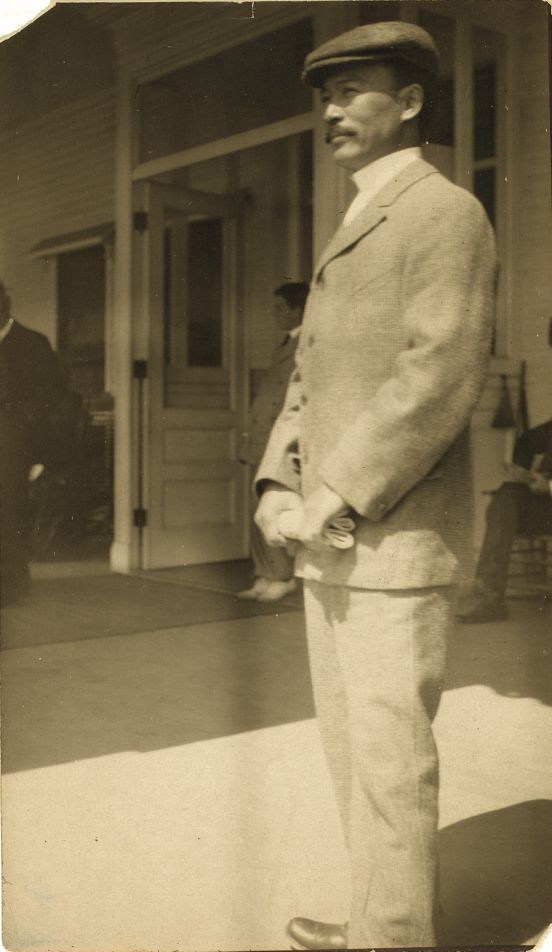
Isamu Takeshita à Portsmouth aux États-Unis en 1905.

Pour les articles homonymes, voir Takeshita.
Isamu Takeshita (竹下 勇, Takeshita Isamu) (4 décembre 1869 - 1er juillet 1949) est un amiral de la marine impériale japonaise. Il est également diplomate dont les accomplissements permirent de mettre fin à la guerre russo-japonaise avec des termes favorables pour le Japon et l'obtention des possessions allemandes du Pacifique pour le Japon après la Première Guerre mondiale. En outre, il est aussi maître et praticien d'arts martiaux japonais, en particulier de judo, de sumo et d'aïkido.

## Biographie
Né sous le nom de Yamamoto Jiro dans une famille de la classe samouraï à Kagoshima dans le domaine de Satsuma (actuelle préfecture de Kagoshima), il est adopté par la famille Takeshita dans sa jeunesse.
Takeshita entre dans la 15e promotion de l'académie navale impériale du Japon en 1892, sortant diplômé 3e sur une classe de 80 cadets. Il entre dans la Marine impériale japonaise comme aspirant en 1889. Le premier navire où il est affecté est la corvette Kongō (en). En 1898, il entre à l'école navale impériale du Japon, fondée la même année.
Du fait qu'il parle couramment l'anglais, Takeshita est posté à l'étranger à plusieurs reprises en tant qu'attaché naval. En octobre 1902, il est nommé attaché militaire naval du Japon aux États-Unis. À ce poste, Takeshita participe activement aux négociations avec le président Theodore Roosevelt qui mènent au traité de Portsmouth, mettant fin à la guerre russo-japonaise. En 1904, il aide également Roosevelt à obtenir les services du professeur de judo Yamashita Yoshiaki (en), d'abord pour Roosevelt lui-même puis pour l'académie navale des États-Unis. Les commandements de Takeshita comprennent les croiseurs Suma, Kasuga, Izumo, Tsukuba (en) et le cuirassé Shikishima (en).
Takeshita est membre de la mission diplomatique japonaise aux États-Unis en 1917, à la conférence de paix de Paris en 1919, et à la Ligue des Nations. À ce poste, il joue un rôle capital dans l'obtention du Japon des possessions allemandes du Pacifique centrale et occidental,. Pour ses efforts, il est décoré de l'ordre du Soleil levant (1re classe). Takeshita retourne au Japon pour accepter le poste de commandant en chef de la Flotte combinée le 1er décembre 1922, position qu'il conserve jusqu'en janvier 1924. Ses nominations suivantes comprennent celle de commandant du district naval de Kure. Il est placé dans la réserve en novembre 1929.
Durant l'été 1935, Takeshita fait un cinquième voyage aux États-Unis dans le but d'essayer d'expliquer au public américain que l'invasion japonaise de la Chine durant la seconde guerre sino-japonaise a pour but d'arrêter la propagation du communisme. En ce qui concerne les relations du Japon avec les États-Unis, Takeshita déclare que « Aucun navire de guerre japonais n'a jamais traversé le Pacifique que pour une mission de paix » lors d'une émission de radio à San Francisco, ainsi que « Aucun soldat japonais n'est venu sur ces rives que pour une mission similaire ».
En février 1937, Takeshita est nommé à la tête de l'association scoute du Japon, des scouts marins, et de la YMCA. Ces nominations se déroulent dans le cadre de la militarisation du sport japonais. Plus tard dans l'année, il est également invité à devenir chef de la fédération d'athlétisme amateur du Japon mais refuse cette offre.
En mai 1939, Takeshita devient le 3e président de l'association japonaise de sumo, poste qu'il conserve jusqu'en novembre 1945.
En avril 1941, il devient chef de la Nouvelle société des épées du Japon. Cette organisation soutient les fabricants des sabres japonais modernes qui sont faits à la main de manière traditionnelle.
Takeshita meurt à Tokyo en juillet 1949. La rue Takeshita-dōri à Shibuya tire son nom de l'emplacement de la résidence d'Isamu Takeshita.

## Liens avec l'aïkido

### Rencontre avec Morihei Ueshiba
Takeshita entend parler de Morihei Ueshiba pour la première par un collègue de l'académie navale impériale, l'amiral Seikyo Asano, qui avait étudié le daitōryū aikijūjutsu (l'ancêtre de l'aïkido) auprès d'Ueshiba à Ayabe. En 1925, Takeshita se rend à Ayabe pour voir Ueshiba et est tellement impressionné qui le recommande à Yamamoto Gonnohyōe, amiral à la retraite et ancien Premier ministre. Cette recommandation convainc Yamamoto d'inviter Ueshiba à Tokyo pour faire une démonstration devant les élites politiques et militaires japonaises. Le séjour d'Ueshiba est cependant interrompu par la maladie et il doit retourner dans sa ville natale de Tanabe.
En février 1927, Takeshita invite de nouveau Ueshiba à Tokyo, et cette fois, Ueshiba s'y installe. L'influence de Takeshita est telle que de nombreux officiers militaires, fonctionnaires et membres de la classe supérieure commencent à pratiquer l'art martial d'Ueshiba. Takeshita n'est pas seulement un admirateur, mais aussi un ardent praticien de l'aïkido, malgré son âge (il a presque 50 ans). Il remplit des cahiers de descriptions des techniques d'Ueshiba, et celles-ci donnent un aperçu du développement de l'aïkido.

### Rôle dans la promotion de l'aïkido
En 1935, Takeshita fait une démonstration de l'art d'Ueshiba à la nouvelle Nihon Kobudo Shinkokai (société pour la promotion des arts martiaux classiques japonais). Plus tard la même année, Takeshita fait des démonstrations publiques d'aïkido à Seattle et Washington, ce qui permet l'introduction de la pratique aux États-Unis.
En 1940, Takeshita contribue à obtenir une identité juridique à l'organisation Kobukan d'Ueshiba en créant la fondation Kobukai et en en devenant son premier président. De plus, en 1941, Takeshita utilise son influence pour organiser une démonstration d'aïkido d'Ueshiba au palais impérial de Kyoto. La manifestation a lieu face à la famille impériale. Bien que malade, Ueshiba offre une demonstration spectaculaire, ce qui impressionne grandement la noblesse.